# Diocesi di Lindi
La diocesi di Lindi (in latino Dioecesis Lindiensis) è una sede della Chiesa cattolica in Tanzania suffraganea dell'arcidiocesi di Songea. Nel 2023 contava 147.580 battezzati su 887.390 abitanti. È retta dal vescovo Wolfgang Pisa, O.F.M.Cap.

## Territorio
La diocesi comprende parte della regione di Lindi in Tanzania.
Sede vescovile è la città di Lindi, dove si trova la cattedrale di Sant'Andrea Kaggwa.
Il territorio è suddiviso in 29 parrocchie.

## Storia
La diocesi di Nachingwea superiore fu eretta il 5 agosto 1963 con la bolla Quotiens datur di papa Paolo VI, ricavandone il territorio dall'abbazia territoriale di Ndanda (oggi diocesi di Mtwara). Originariamente era suffraganea dell'arcidiocesi di Dar-es-Salaam.
Il 9 luglio 1964 in forza del decreto Cum in territorio della Congregazione di Propaganda Fide acquisì il distretto di Liwale dall'arcidiocesi di Dar-es-Salaam.
Il 17 ottobre 1986 ha ceduto una porzione del suo territorio a vantaggio dell'erezione della diocesi di Tunduru-Masasi e contestualmente ha assunto il nome attuale. Non va confusa con una precedente diocesi di Lindi, che è all'origine dell'odierna arcidiocesi di Songea.
Il 18 novembre 1987 è entrata a far parte della provincia ecclesiastica dell'arcidiocesi di Songea.

## Cronotassi dei vescovi
Si omettono i periodi di sede vacante non superiori ai 2 anni o non storicamente accertati.
- Arnold Ralph Cotey, S.D.S. † (5 agosto 1963 - 11 novembre 1983 dimesso)
- Polycarp Pengo (11 novembre 1983 - 17 ottobre 1986 nominato vescovo di Tunduru-Masasi)
- Maurus Libaba † (17 ottobre 1986 - 3 marzo 1988 deceduto)
  - Sede vacante (1988-1990)
- Bruno Pius Ngonyani (6 ottobre 1990 - 9 aprile 2022 ritirato)
- Wolfgang Pisa, O.F.M.Cap., dal 9 aprile 2022

## Statistiche
La diocesi nel 2023 su una popolazione di 887.390 persone contava 147.580 battezzati, corrispondenti al 16,6% del totale.
| anno | popolazione | popolazione | popolazione | presbiteri | presbiteri | presbiteri | presbiteri                | diaconi | religiosi | religiosi | parrocchie |
| anno | battezzati  | totale      | %           | numero     | secolari   | regolari   | battezzati per presbitero | diaconi | uomini    | donne     | parrocchie |
| ---- | ----------- | ----------- | ----------- | ---------- | ---------- | ---------- | ------------------------- | ------- | --------- | --------- | ---------- |
| 1969 | 35.000      | 275.000     | 12,7        | 27         | 1          | 26         | 1.296                     |         | 42        | 9         | 13         |
| 1980 | 56.457      | 572.000     | 9,9         | 27         | 10         | 17         | 2.091                     |         | 36        | 26        | 18         |
| 1990 | 95.984      | 665.740     | 14,4        | 44         | 33         | 11         | 2.181                     |         | 13        | 70        | 26         |
| 1999 | 125.485     | 853.927     | 14,7        | 49         | 43         | 6          | 2.560                     |         | 7         | 49        | 26         |
| 2000 | 126.586     | 854.930     | 14,8        | 49         | 45         | 4          | 2.583                     |         | 5         | 51        | 26         |
| 2001 | 129.286     | 856.455     | 15,1        | 54         | 48         | 6          | 2.394                     |         | 8         | 60        | 26         |
| 2002 | 120.547     | 750.004     | 16,1        | 48         | 46         | 2          | 2.511                     |         | 3         | 60        | 26         |
| 2003 | 128.500     | 791.306     | 16,2        | 49         | 46         | 3          | 2.622                     |         | 4         | 60        | 26         |
| 2004 | 128.438     | 791.306     | 16,2        | 51         | 48         | 3          | 2.518                     |         | 4         | 58        | 26         |
| 2013 | 131.067     | 914.587     | 14,3        | 40         | 39         | 1          | 3.276                     |         | 1         | 60        | 28         |
| 2016 | 132.200     | 821.506     | 16,1        | 38         | 37         | 1          | 3.478                     |         | 1         | 57        | 29         |
| 2019 | 135.410     | 820.736     | 16,5        | 37         | 35         | 2          | 3.659                     |         | 2         | 60        | 29         |
| 2021 | 138.970     | 835.636     | 16,6        | 35         | 34         | 1          | 3.970                     |         | 1         | 60        | 29         |
| 2023 | 147.580     | 887.390     | 16,6        | 33         | 33         |            | 4.472                     |         | 1         | 79        | 29         |